# Qualicor Europe
Qualicor Europe, voorheen Nederlands Instituut voor Accreditatie in de Zorg (NIAZ), ontwikkelt kwaliteitsnormen voor zorginstellingen en toetst deze hierop.
Het instituut is op 22 december 1998 opgericht door organisaties van professionals in de zorg en zorginstellingen. De voorloper van het NIAZ, de Stichting Proefproject Accreditatie Ziekenhuizen (PACE) werd in 1989 opgericht. Qualicor Europe is lid van de mondiale organisatie van toetsingsinstituten in de zorg, de International Society for Quality in Health Care (ISQua) en is geaccrediteerd door deze organisatie.

## Accreditatie
Om als instelling in aanmerking te komen voor accreditatie moeten verschillende stappen doorlopen worden.
Als eerste moet de instelling een zelfevaluatierapport opstellen aan de hand van de Kwaliteitsnorm Zorginstelling, die gebruikmaakt van het INK-model.
Dit rapport wordt beoordeeld door de auditoren en indien het rapport goed genoeg is, al dan niet na het doen van de nodige aanpassingen, volgt er een auditbezoek.
Na afloop van dit bezoek worden er verbeterpunten doorgegeven waarvoor de instelling een actieplan dient te maken. 
Hierna gaan auditoren opnieuw langs om deze punten te controleren. Indien dit in orde is volgt de accreditatie.
Een accreditatie is 4 jaar geldig, na deze periode moet het gehele proces worden herhaald.